# Бяла пустош
„Бяла пустош“ (оригинално заглавие: The Big White) е игрален филм от 2005 година с бюджет около 18 милиона долара. В него участват Робин Уилямс и Холи Хънтър и се счита за черна комедия. Сниман е в Аляска и Нова Зеландия.

## Сюжет
Внимание:  Текстът по-долу разкрива сюжета на произведението (или части от него)!
Във филма се разказва за пътническия агент Пол, чиято роля се играе от Робин Уилямс. Той се намира в затруднено финансово положение и решава да вземе парите от застраховката живот ($1 000 000) на брат си, който отдавна е изчезнал безследно. За да получи парите, Пол трябва да докаже, че брат му е починал т.е. да достави неговия труп. Съдбата като че ли му се усмихва когато един ден, докато изхвърля боклука, той намира труп в него и решава да го представи за тялото на брат си. Но оттук нататък нещата стават само по-сложни.